# Аніматроніка

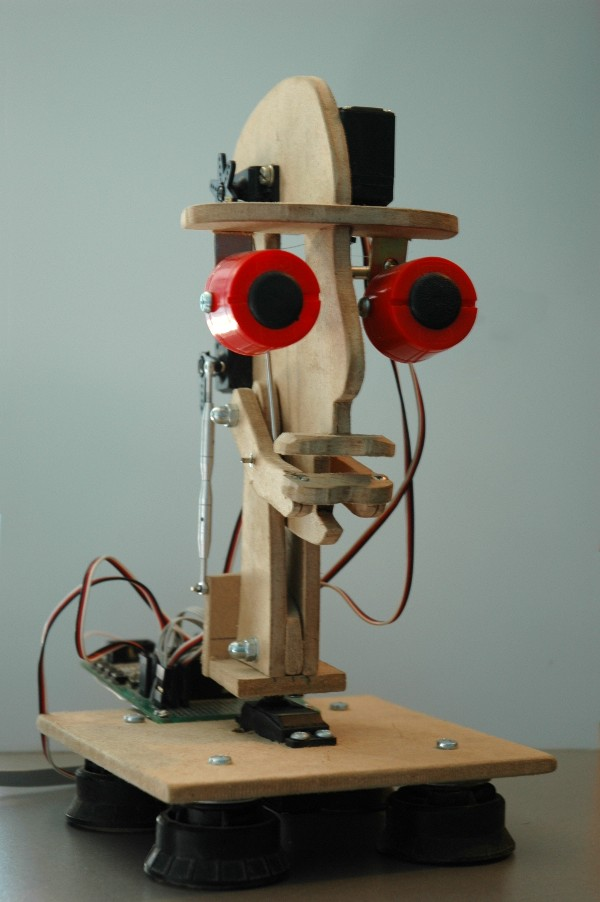
Пристрій для аніматронічних спецефектів

Аніматроніка — методика, що застосовується в кінематографі, мультиплікації, комп'ютерному моделюванні для створення спецефектів рухливих штучних частин тіла людини, коли необхідно створити складний макет, покадрова зйомка якого неможлива.

## Види макетів
У аніматроніці використовують макети — зменшені копії реальних об'єктів, що застосовуються для здешевлення зйомок. Приміром, «Зірка Смерті» в «Зоряних війнах» була менше двох метрів в діаметрі. Також застосовуються рухливі макети для створення таких персонажів, як Кінг-Конг.
Також у ролі макетів використовують Роботів-аніматроніків — моделі, запрограмовані на всі необхідні рухи, включаючи міміку. Скелет та сервомотори, керуючі моделлю, приховані під штучною шкірою.
Підвісний макет застосовується, коли на задньому плані необхідно зобразити споруди великих розмірів, спорудження яких у натуральну величину обійшлася б занадто дорого (наприклад, вежу). Будується декорація нижніх поверхів вежі, потім перед камерою на точно вивіреній відстані підвішується макет, який зображає іншу частину споруди.
Завдяки ефекту перспективи макет сприймається як органічне продовження декорації. При цьому важливо, щоб справжня декорація була достатнього розміру, щоб дії, які повинні відбуватись перед спорудою, не опинилися за макетом.